# Zagórze (powiat strzelecko-drezdenecki)
Zagórze (Zagórze Lubiewskie) – wieś w Polsce położona w województwie lubuskim, w powiecie strzelecko-drezdeneckim, w gminie Drezdenko.
W 1946 miejscowość została włączona do województwa poznańskiego na terenie powojennej Polski. W latach 1975–1998 miejscowość należała administracyjnie do województwa gorzowskiego.